# Лука Пачолі
Лу́ка Пачо́лі, фра Лука Бартоломео де Пачолі (Fra Luca Bartolomeo de Pacioli) (близько 1445—1517) — італійський чернець, математик, засновник принципів сучасного бухгалтерського обліку та імовірний автор ідеї про «Золотий перетин».

## Біографія
Пачолі народився близько 1445 в італійському містечку Сансеполькро в провінції Ареццо. У дитинстві він допомагав у діловодстві купцеві Фольку де Бельфольчі, навчався в майстерні П'єро делла Франческо. В 1470 вступив у братство монахів-францисканців.
У 1494 публікує свою роботу з математики під назвою «Сума арифметики, геометрії, дробів, пропорцій і пропорційності» (Summa di arithmetica, geometrica, proportione et proportionalita). Один з розділів, який називається «Трактат про обчислення та записи» (Tractatus de computis et scripturis), містить формулювання основних принципів сучасного бухгалтерського обліку (подвійний запис, дебет, кредит, баланс тощо).
У 1497 на запрошення Людовіко Сфорца приїжджає в Мілан, де знайомиться з Леонардо да Вінчі.
У 1509 випускає трактат «Про божественну пропорцію», в якому, між іншим, розвинув теорію да Вінчі, з яким вони були друзями, про побудову гармонійного шрифту — ідею золотого перетину. Книгу ілюстрував сам да Вінчі. Букви Пачолі будувалися у квадраті з проведеними діагоналями та з вписаним колом; товщина основного штриха кожної букви була рівною 1/10 висоти квадрата, а з'єднувальний штрих був удвічі тонше за основний. Обов'язковою умовою виконання шрифту була точність будови і піклування вирисовування кожного елемента букви (так, всі округлі елементи — обов'язково циркульні). Шрифт Пачолі суворо технічний і красивий, але до певної міри є однаковим і монотонним.

## Галерея

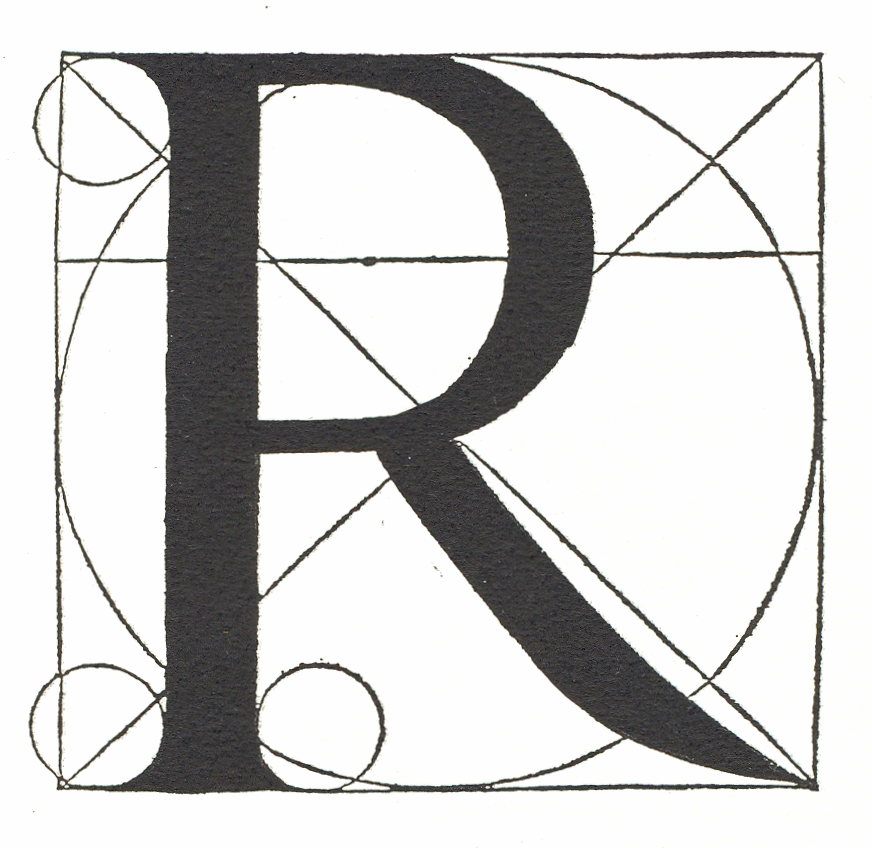
Шрифт Пачолі
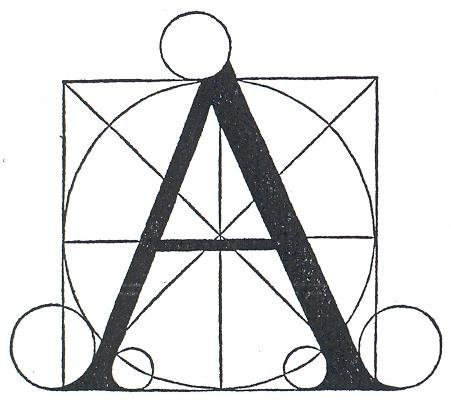
Шрифт Пачолі
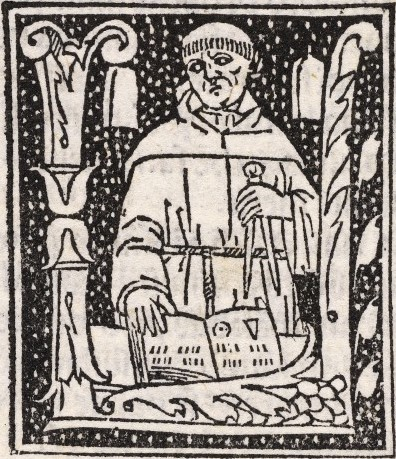
Гравюра з портретом Пачолі